# 1999 AT2
1999 AT2 är en asteroid i huvudbältet som upptäcktes 9 januari 1999 av den japanska astronomen Takao Kobayashi vid Ōizumi-observatoriet.
Asteroiden har en diameter på ungefär 10 kilometer.